# Avril 1809

## Événements
- 9 avril :

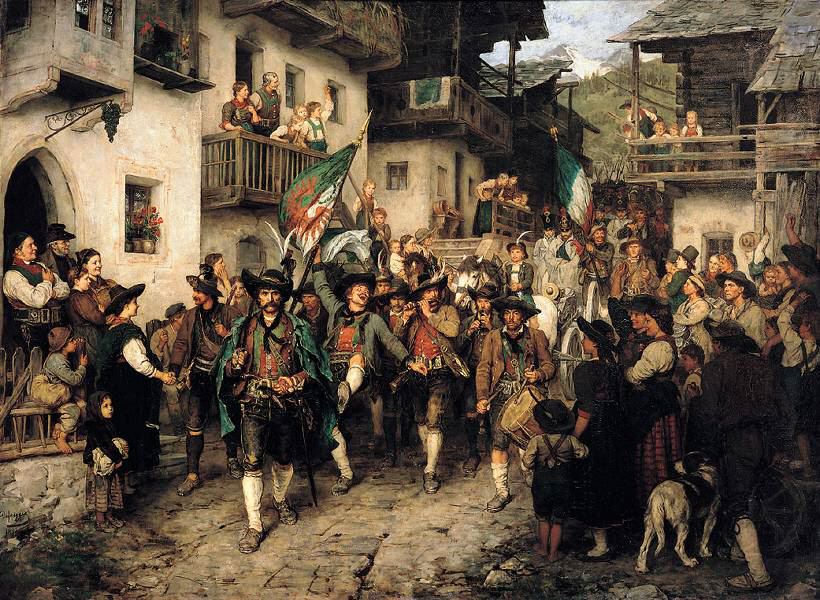
9 avril : rébellion du Tyrol

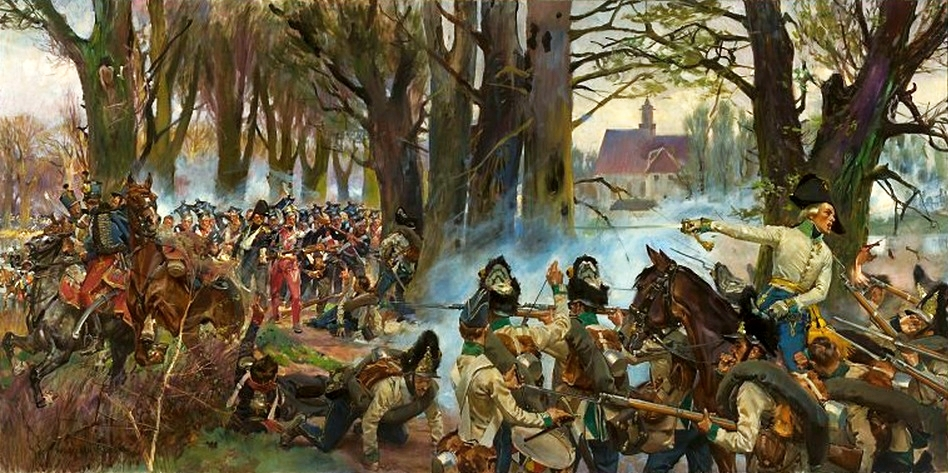
19 avril : bataille de Raszyn.

  - Innsbruck : insurrection populaire au Tyrol dirigée par l’aubergiste Andreas Hofer contre la Bavière[1] (contre le Code civil français, le Concordat et la conscription).
  - Reprise des hostilités entre la France et l’Autriche. Début de la cinquième Coalition : Royaume-Uni, Autriche, Espagne et Portugal[2].
- 10 avril : les troupes Autrichiennes envahissent la Bavière[3].
- 11 et 12 avril : bataille de l'île d'Aix. Destruction de quatre vaisseaux de la flotte française dans la rade des Basques par les Britanniques[4].
- 14 avril : les troupes Autrichiennes attaquent le grand-duché de Varsovie. Après la prise de Varsovie le 23 avril, les Autrichiens se heurtent à la résistance de Józef Poniatowski en Galicie. L’empereur Napoléon réagit promptement[3].

- 16 avril : défaite française limitée à la bataille de Sacile en Italie[3].
- 19 avril : les Autrichiens sont battus à la bataille de Raszyn en Pologne[5].
- 19 - 23 avril, Bavière : victoires françaises contre l'Autriche à  Teugen-Hausen (19 avril), Abensberg (20 avril)[6], Landshut (21 avril), Eckmühl (22 avril) et Ratisbonne (23 avril)[2].
- 25 avril (Inde) : traité d’amitié perpétuelle d’Amritsar entre le chef des Sikhs Ranjit Singh et les Britanniques. La frontière est fixée le long de la rivière Sutlej[7].

## Naissances
- 4 avril : Benjamin Peirce (mort en 1880), mathématicien américain.
- 15 avril : Hermann Günther Grassmann (mort en 1877), mathématicien et physicien allemand.
- 16 avril : Ary Pleysier, peintre néerlandais († 12 mai 1879).
- 20 avril : James David Forbes (mort en 1868), physicien écossais.